# Olympische Winterspiele 2010/Teilnehmer (Cayman Islands)
| Gelbes Symbol für Goldmedaillen mit stilisierten Olympischen Ringen | Graues Symbol für Silbermedaillen mit stilisierten Olympischen Ringen | Braundes Symbol für Bronzemedaillen mit stilisierten Olympischen Ringen |
| ------------------------------------------------------------------- | --------------------------------------------------------------------- | ----------------------------------------------------------------------- |
| —                                                                   | —                                                                     | —                                                                       |

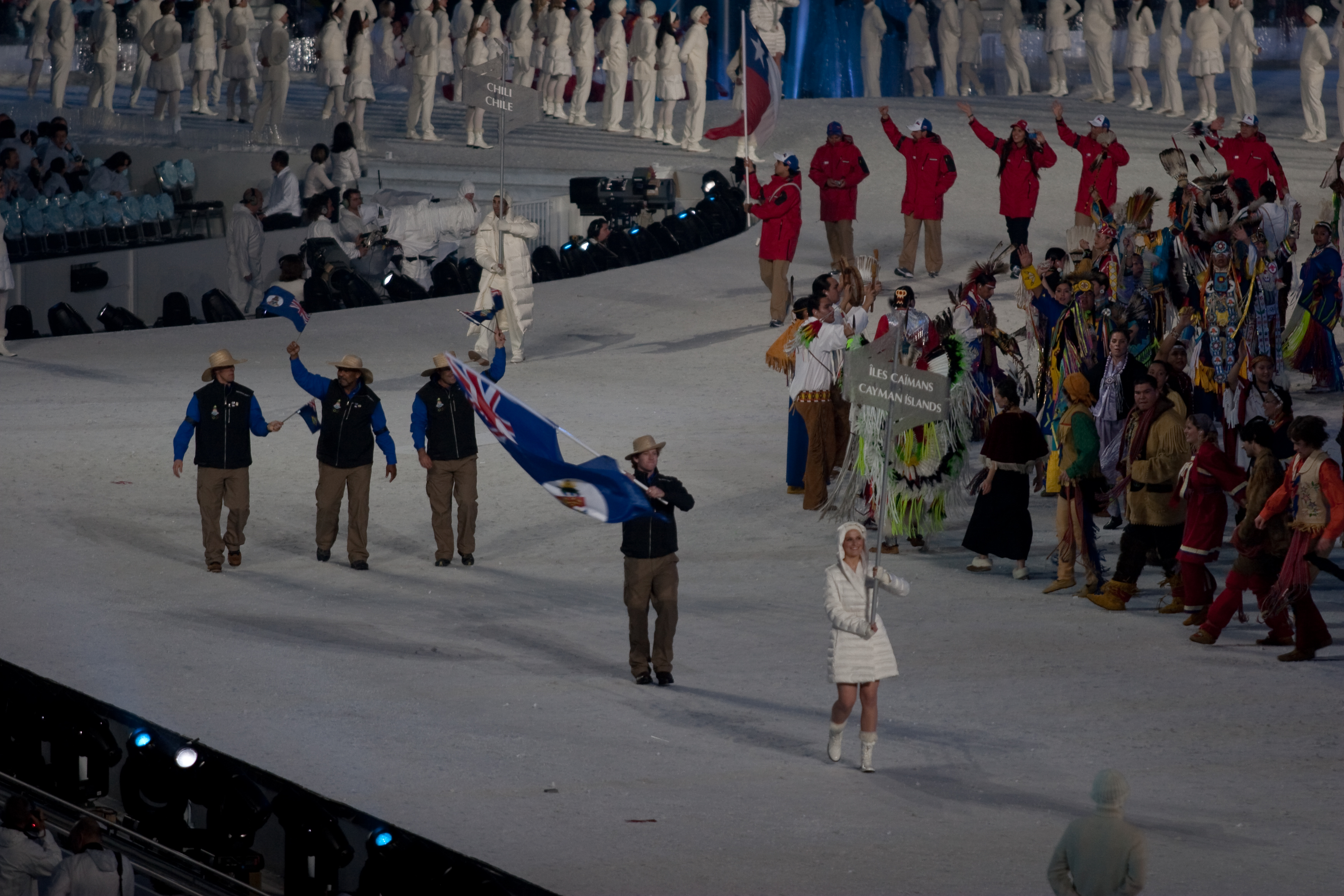
Einmarsch der Delegation aus den Cayman Islands

Die Cayman Islands nahmen an den Olympischen Winterspielen 2010 im kanadischen Vancouver mit einem Sportler teil. Es war die erste Teilnahme des Landes an Olympischen Winterspielen.

## Ski Alpin
Männer
- Dow Travers
Riesenslalom: 69. Platz